# Barharwā
Barharwā är en ort i Indien.   Den ligger i distriktet Sahibganj och delstaten Jharkhand, i den östra delen av landet, 1 100 km öster om huvudstaden New Delhi. Barharwā ligger 35 meter över havet och antalet invånare är 12 617.
Terrängen runt Barharwā är platt. Runt Barharwā är det tätbefolkat, med 913 invånare per kvadratkilometer. Närmaste större samhälle är Farakka, 13,0 km öster om Barharwā. Trakten runt Barharwā består till största delen av jordbruksmark.